# Klava Koka
Klavdija Vadimovna Vysokova (rusky Клавдия Вадимовна Высокова), vystupující pod přezdívkou Klava Koka (rusky Клава Кoка) (* 23. července 1996 Jekatěrinburg), je ruská videoblogerka, popová zpěvačka, autorka vlastních písní a televizní moderátorka programu Orjol i reška („Орёл и решка”) na televizní stanici Pjatnica („Пятница!”). Po vítězství v soutěži Molodaja krov („Молодая кровь”) v roce 2015 podepsala smlouvu s nakladatelstvím Black Star Inc.
V roce 2019 byla nominována na cenu Kids’ Choice Awards v kategorii Ljubimyj rossijskij muzykalnyj bloger („Любимый российский музыкальный блогер”).

## Životopis
Klava Koka má 2 sourozence, bratra a sestru. Ve 13 letech se s rodinou přestěhovala do Moskvy, kde si její tatínek našel práci realitního makléře. Zde Klava Koka zformovala několik hudebních skupin, s nimiž vystupovala po barech či na ulicích, v žánru rock a někdy i thrash metal. Zpěvačka přiznává, že „hledala každou příležitost, aby byla vyslyšena“ a chodila na všechny druhy konkurzů a do televizních pořadů. Vystupovala v pořadech, kde hrála mladé vězeňkyně při soudních přelíčeních, nebo v dalších programech působila jako divačka, která o sobě dávala vědět nejhlasitějším potleskem.
Po absolvování všeobecné školy chtěla studovat na Gerasimovově všeruské státní univerzitě kinematografie, ale k postupu dle vzpomínek Klavy chyběl bod, a proto začala studovat Vysokou školu Ruské akademie národního hospodářství a veřejné správy «Российская академия народного хозяйства и государственной службы» fakulta veřejné služby a správy.

## Kariéra
Podle vyjádření samotné zpěvačky již ve třech letech měla jasno o tom, že se chce stát umělkyní a požádala maminku o zapsání na kurzy zpívání. Vstoupila do jazzového sboru Sverdlovské dětské filharmonie a souběžně s tím studovala na hudební škole hru na klavír. Velmi si oblíbila divadelní scénu a začala vystupovat se sborem v Rusku a zahraničí. V 8 letech si Klava uvědomila, že by se chtěla plně věnovat a rozvíjet v oblasti hudby a dokonce v té době napsala i píseň, kterou věnovala své babičce, ale píseň nebyla nikdy publikována. Svoji druhou píseň «Cuz I See» napsala v roce 2010 a zveřejnila ji pod pseudonymem Klava Koka. Zpěvačka považuje za své idoly skupinu Ranjetki «Ранетки» a Justina Biebera.
V roce 2012 se zúčastnila mezinárodní festivalové soutěže Ja-artist «Я-артист» a dostala se do finále.

V roce 2015 vydala svoje debutové album Kusto «Кусто» a ve stejném roce absolvovala soutěžní pořad Molodaja krov «Молодая кровь» a podepsala smlouvu s vydavatelstvím Black Star Inc.
"Klava se nám líbila se svoji roztomilou hrou na kytaru. S kloboukem na hlavě, upřímným zpěvem, to vypadalo skvěle, to nás chytlo", říká Pavel Kurjanov, generální ředitel a spoluzakladatel Black Star Inc.
V roce 2016 Klava Kova představila svůj první společný projekt s Olgoj Buzovoj a jedná se o skladbu Jesli... «Если…».
V roce 2017 si získal velkou popularitu videoblok na YouTube Klava translejt «клава транслейт», zde Klava Koka přezpívává zahraniční šlágry do ruského jazyka a popularitu získal také videoblog KokaPělla «КoкаПелла», kde její předem nahrané hlasy, zvuky rukou atd., jsou namixovány do pěveckého sboru a při tomto doprovodu s hudbou přezpívává ruskojazyčné populární písně.
V roce 2018 se Klava stává moderátorkou televizního pořadu Orjol i reška «Орёл и решка» na televizi Pjatnica «Пятница!».
V roce 2019 Klava radikálně mění svůj vzhled i hudební styl a publikuje píseň v novém duchu Vljublena v MDK «Влюблена в МДК», která je natočená v nestandardním formátu Instagramových příběhů. Styl milé dívky s dlouhými blond vlasy a klidnou hrou na kytaru je nahrazen stylem "odvážné blondýnky", která v duchu 90. let hraje směsice ve stylu Rhythm & Blues a hip hopu.

Od února 2020 začíná Klava aktivně rozvíjet svůj kanál na sociální síti Tik Tok.
"Klava Koka se stala jedním z prvních ruských umělců přicházející na Tik Tok. Oblíbenost si pravděpodobně získala díky své upřímnosti a blízkosti k publiku" – Kristina Jeremejeva vedoucí tiskové služby Tik Tok v Ruské federaci.

## Diskografie

### Studiové album
| Název                                     | překlad názvu  | Podrobnosti                                                                       | Odkaz   |
| ----------------------------------------- | -------------- | --------------------------------------------------------------------------------- | ------- |
| Kusto (Кусто)                             |                | - Vydáno: 17 března 2015 - Vydavatel: - Formát: Digitální distribuce              |         |
| Něprilicno o ličnom (Неприлично о личном) | Nelušně osobní | Vydáno: 22 listopadu 2019 Vydavatel: Black Star Inc. Formát: Digitální distribuce | Spotify |

### Samostatné písně
| Rok  | Název                                                      | Překlad písně    | Odkaz Spotify | rok  | Název                                         | Překlad písně    | Odkaz Spotify |
| ---- | ---------------------------------------------------------- | ---------------- | ------------- | ---- | --------------------------------------------- | ---------------- | ------------- |
| 2016 | Maj «Май»                                                  | Máj              | odkaz         | 2020 | Pokinula čat (Покинула чат)                   | Opustila přítele | odkaz         |
| 2016 | Jesli ...«Если…» (při účasti s Olgi Buzovoj)               | Jestli           | odkaz         | 2020 | Baby (Бабы)                                   | Baba             | odkaz         |
| 2016 | Nje otpuskaj «Не отпускай»                                 |                  | odkaz         | 2020 | Kraš (Краш) (společně s Niletto)              | Náraz            | odkaz         |
| 2016 | Tiše (Тише)                                                | Tiše             | odkaz         | 2020 | Chimija (Химия)                               | Chemie           | odkaz         |
| 2016 | Тише (Acoustic)                                            |                  | odkaz         | 2020 | Sočla s uma (Сошла с ума) převzaté od Tatu    | Zbláznila se     | odkaz         |
| 2016 | Тише (Remix)                                               |                  | odkaz         | 2020 | Kostjor (Костёр) (společně s Hensy)           | Oheň             | odkaz         |
| 2017 | Ja ustala «Я устала»                                       | Jsem unavená     | odkaz         | 2020 | Pjanuju domoj (Пьяную домой)                  | Opilá domů       | odkaz         |
| 2017 | Těrjaju sebja (Теряю себя) při účasti DJ Daveed            | Ztrácím sebe     | odkazYouTube  | 2021 | Sladikije malčiki (Сладкие мальчики)          | Milí Chlapci     | odkaz         |
| 2017 | Nětu vremeni (Нету времени)                                | Není čas         | odkaz         | 2021 | Nokaut (Нокаут) (společně s Ruki Vverch)      | Knokaut          | odkaz         |
| 2017 | Prosti «Прости»                                            |                  | odkaz         | 2021 | Poduška (Подушка)                             | Polštář          | odkaz         |
| 2017 | Ja poljubila «Я полюбила»                                  |                  | odkaz         | 2021 | Točka (Точка)                                 | Tečka            | odkaz         |
| 2017 | Muraški «Мурашки»                                          |                  | odkaz         | 2021 | LA LA LA (ЛА ЛА ЛА)                           | La La La         | odkaz         |
| 2018 | Vospominanije «Воспоминание»                               |                  | odkaz         | 2021 | Derži (Держи) společně s Dima Bilanem         | Drž              | odkaz         |
| 2018 | Zaberi menja «Забери меня»                                 |                  | odkaz         | 2021 | Katastrofa «Катастрофа»                       | Katastrofa       | odkaz         |
| 2018 | Tik-tak «Тик-так»                                          |                  | odkaz         | 2021 | Chočeš (Хочешь) společně s Arturem Pirožkovem | Chceš            | odkaz         |
| 2018 | Nje oblamyvaj«Не обламывай»                                |                  | odkaz         | 2022 | Я тебя найду                                  | Já tě najdu      | odkaz         |
| 2018 | Stala silnee«Стала сильнее»                                |                  | odkaz         | 2022 | Мама                                          | Máma             | odkaz         |
| 2018 | Krutiš «Крутишь»                                           |                  | odkaz         | 2022 | Думал (hostující Soda Luv)                    | Přemýšlet        | odkaz         |
| 2018 | Njenavižu-obožaju «Ненавижу-обожаю»                        |                  | odkaz         | 2022 | Бумеранг                                      | Bumerang         | odkaz         |
| 2019 | Odinokij čelověk«Одинокий человек»                         |                  | odkaz         | 2022 | Шкура (společně s Mari Krajmbreri)            | Kůže             | odkaz         |
| 2019 | Děvočka-paj (Девочка-пай) (při účasti Timati)              |                  | odkaz         |      |                                               |                  |               |
| 2019 | Fak-ju (Фак-Ю) (při účasti Ljusi Čebotinoj)                |                  | odkaz         |      |                                               |                  |               |
| 2019 | Grechi (Грехи) (pri účasti Jegora Krida)                   | Hřích            | odkaz         |      |                                               |                  |               |
| 2019 | Vlublena v MDK (Влюблена в МДК)                            | Zamilovaná v MDK | odkaz         |      |                                               |                  |               |
| 2019 | Zaja (Зая)                                                 |                  | odkaz         |      |                                               |                  |               |
| 2019 | Zanovo (Заново)                                            | Znova            | odkaz         |      |                                               |                  |               |
| 2019 | Nogi dělajut nogi (Ноги делают ноги)                       | Nohy dělají nohy | odkaz         |      |                                               |                  |               |
| 2019 | Polovina (Половина)                                        | Polovina         | odkaz         |      |                                               |                  |               |
| 2019 | Mně poch (Мне пох) (společně s Morgenšternom)              | Je mi to jedno   | odkaz         |      |                                               |                  |               |
| 2019 | (Hookah Hunnies) (společně s Bianca Bonnie & Brooke Lynne) |                  | odkaz         |      |                                               |                  |               |
| 2019 | Mnje poch (Мне пох) (DJ noiz Remix)                        | Je mi to jedno   | odkaz         |      |                                               |                  |               |

### Videoklipy
| Rok                    | Klip                                                         | Překlad          | Odkaz YouTube |
| ---------------------- | ------------------------------------------------------------ | ---------------- | ------------- |
| 2016                   | Maj«Май»                                                     |                  | odkaz         |
| 2016                   | Jesli..«Если…» (při uč. Ольга Бузова)                        |                  | odkaz         |
| 2016                   | Nje otpuskaj «Не отпускай»                                   |                  | odkaz         |
| 2017                   | Ja ustala «Я устала»                                         |                  | odkaz         |
| 2017                   | Njetu vremeni «Нету времени»                                 |                  | odkaz         |
| 2017                   | Prosti «Прости»                                              |                  | odkaz         |
| 2017                   | Muraški «Мурашки»                                            |                  | odkaz         |
| 2018                   | Vospominanije «Воспоминание»                                 |                  | odkaz         |
| 2018                   | Zaberi menja«Забери меня»                                    |                  | odkaz         |
| 2018                   | Tik-Tak «Тик-Так» (Lyric Video)                              |                  | odkaz         |
| 2018                   | Ne oblamyvaj «Не обламывай» (Mood Video)                     |                  | odkaz         |
| 2018                   | Krutiš«Крутишь»                                              |                  | odkaz         |
| 2018                   | Nenavižů-obožaju «Ненавижу-обожаю»                           |                  | odkaz         |
| 2019                   | Grechi «Грехи» (při účasti Jegoa Krida «Егора Крида»)        |                  | odkaz         |
| 2019                   | Vljublena v MDK «Влюблена в МДК»                             |                  | odkaz         |
| 2019                   | Zaja «Зая»                                                   |                  | odkaz         |
| 2019                   | Polovina «Половина»                                          |                  | odkaz         |
| 2019                   | Mnje poch «Мне пох» (společně s Morgenšternom Моргенштерна)  | Je mi to jedno   | odkaz         |
| 2020                   | Pokinula čat «Покинула чат»                                  | Opustila přítele | odkaz         |
| 2020                   | Kraš «Краш» (při účasti NILETTO)                             | Náraz            | odkaz         |
| 2020                   | Chimija«Химия»                                               | Chemie           | odkaz         |
| 2020                   | Sošla s uma «Сошла с ума»                                    | Zbláznila se     | odkaz         |
| 2020                   | Kostjor «Костёр» (při účasti HENSY)                          | Oheň             | odkaz         |
| 2021                   | Pjanuju domoj «Пьяную домой»                                 | Opilá domů       | odkaz         |
| 2021                   | Katjuša «Катюша» (ze seriálu Dorogi Pamjati «Дороги Памяти») | Kaťuše           | odkaz         |
| 2021                   | Nokaut «Нокаут» při účasti s Ruki Vvjerch «Руки Вверх»)      | Knokaut          | odkaz         |
| 2021                   | Točka «Точка»                                                | Tečka            | odkaz         |
| 2021                   | LA LA LA «ЛА ЛА ЛА»                                          | LA LA LA         | odkaz         |
| 2022                   | Chočeš (Хочешь)                                              | Chceš            | odkaz         |
| 2022                   | Бумеранг                                                     | Bumerang         | odkaz         |
| Účast s dalšími umělci |                                                              |                  |               |
| 2018                   | «Гучи» (Klip Timati i Jegora Krida «Тимати и Егора Крида»)   |                  |               |
| 2020                   | Chimija «Химия» (klip Dimy Bilana «Димы Билана»)             |                  | odkaz         |
| 2020                   | «Deep Love» (klip Slame и Cheroky)                           |                  |               |
|                        | «Dreams» (Klip Dimy Bilana «Димы Билана»)                    |                  |               |

## Ceny a nominace
| Rok  | Cena                                                                                          | Nominace                      | Výsledek  | Citace               |
| ---- | --------------------------------------------------------------------------------------------- | ----------------------------- | --------- | -------------------- |
| 2019 | Nacionalnaja televizionnaja premija «Daj pjať!» Национальная телевизионная премия «Дай пять!» | Oblíbený zpěvák               | vítězství | [ 15 ]               |
| 2019 | Nickelodeon Kids’ Choice Awards                                                               | Oblíbený ruský hudební bloger | nominace  | [ 7 ] [ 16 ]         |
| 2020 | MTV Europe Music Awards                                                                       | Oblíbený ruský hudební bloger | nominace  | [ 17 ]               |
| 2021 | Premija Myz-TV «Премия МУЗ-ТВ»                                                                | Nejlepší umělkyně             | nominace  | [ 18 ] [ 19 ] [ 20 ] |
| 2021 | Premija Myz-TV «Премия МУЗ-ТВ»                                                                | Nejlepší ženské video         | nominace  | [ 18 ] [ 19 ] [ 20 ] |
| 2021 | Premija Myz-TV «Премия МУЗ-ТВ»                                                                | Nejlepší spolupráce           | vítězství | [ 18 ] [ 19 ] [ 20 ] |